# Шарипов, Фирдавс Холназарович
Фирдавс Холназарович Шарипов (узб. Firdavs Xolnazarovich Sharipov; род. 7 сентября 1983 года, Сурхандарьинская область, Узбекская ССР) — узбекский идеолог и политический деятель, депутат Законодательной палаты Олий Мажлиса Республики Узбекистан IV созыва, член Народно-демократической партии Узбекистана.

## Биография
С 2000 по 2003 год работал бухгалтером коллективного хозяйства имени А.Хидоятова в Денауском районе Сурхандарьинской области. В 2007 года окончил Термезский государственный университет по направлению идея национальной независимости, право и основы духовности. С 2007 по 2012 год  преподавал в Термезском социально-экономическом профессиональном колледже. В 2012 году перешёл на работу в Сурхандарьинское областное территориальное отделение Независимого института по мониторингу формирования гражданского общества на должность сначала старшим специалистом, ведущим специалистом, затем руководителем группы, а позже заместителем руководителя. В 2017 году назначен руководителем Сурхандарьинского областного отделения Республиканского центра «Маънавият ва маърифат».
В 2020 году избран в Законодательную палату Олий Мажлиса Республики Узбекистан IV созыва, а также назначен на должность члена Комитета по труду и социальным вопросам Законодательной палаты Олий Мажлиса Республики Узбекистан.
В 2021 году во время президентских выборов был доверенным лицом кандидата в президенты Узбекистана Максуды Варисовой.